# Maison aux quatre colonnades
La maison aux quatre colonnades (en russe : Дом с четырьмя колоннадами) ou maison de l'expédition des revenus de l'État est un bâtiment de Saint-Pétersbourg, objet du patrimoine culturel de Russie. Il a été construit dans les années 1750-1760 dans le style du classicisme russe, très probablement sur le projet de l'architecte Alexandre Kokorinov (mais il n'y a pas de preuve documentaire). Situé dans le centre historique de Saint-Pétersbourg, à l'angle de la rue Sadovaïa et de la rue Italianskaïa, il s'agit d'un bâtiment rectangulaire de trois étages avec une arcade au rez-de-chaussée, ainsi que quatre portiques (caractéristique lui donnant son nom), trois portiques à huit colonnes et un à six colonnes d'ordre ionique (trois d'entre eux sont sur la façade principale donnant sur la rue Sadovaïa, un côté rue italienne), dominant visuellement les bâtiments environnants. Les façades sont décorées de panneaux décoratifs sur des sujets mythologiques.

## Construction

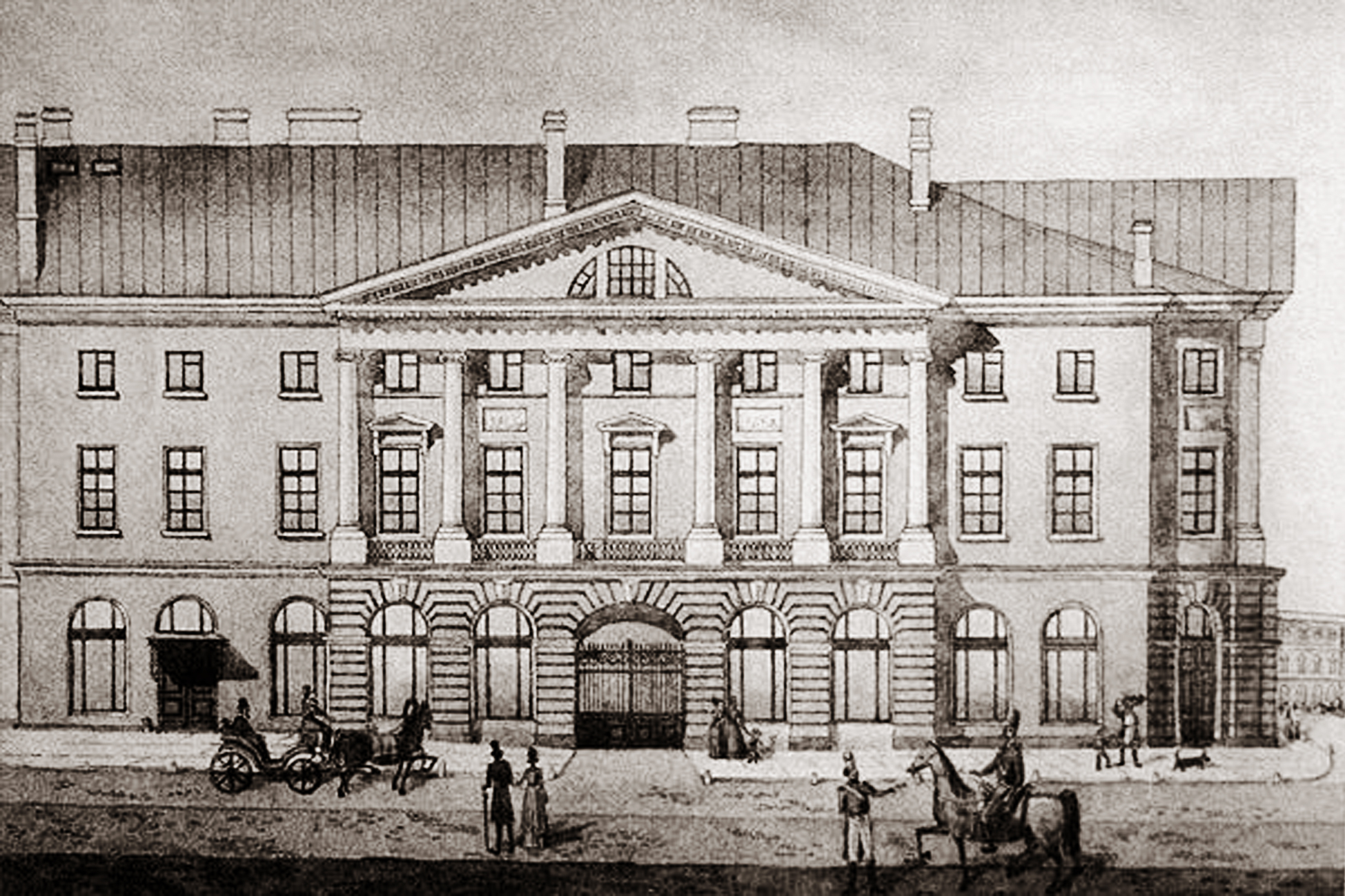
Maison à quatre colonnades. Œuvre d'un artiste inconnu, années 1820.

La Maison aux quatre colonnades a été construite sur ordre d'Ivan Chouvalov. Plus tôt, dans la première moitié du XVIIIe siècle, il y avait un bâtiment sur ce site qui abritait la Chancellerie secrète. En 1809-1810, toutes les façades de la maison ont été reconstruites selon le projet des architectes Bernikov et Luigi Rusca.

## Histoire

### XVIIIe- débutXXesiècle
En 1773, le bâtiment a été loué, et en 1777 il a été racheté par le trésor pour la « Commission sur la rédaction d'un nouveau code ». Au XIXe siècle, le bâtiment appartenait au ministère des Finances - dans les années 1850, 1870 et 1880, une reconstruction intérieure et extérieure a été réalisée (architectes L. F. Vendramini , V. E. Stuckey et G. B. Pilonner).
Fin 1912, la maison est vendue à des particuliers par le ministère des Finances. Le bâtiment a été acquis par le Grigory Bekenson Commercial and Industrial Partnership.
En 1914, selon le projet de l'architecte Ya.Z. Bluvshtein, une extension en pierre de deux étages de l'aile avec une salle de cinéma a été érigée. Le théâtre miniature du Pavillon de Paris y a ouvert ses portes, où, en août 1915, a eu lieu la première représentation du chanteur Alexander Vertinsky. En 1915, un café « Empire » a été ouvert dans le bâtiment.

### Après la Révolution russe
En 1917-1919 la "Maison aux quatre colonnades" abritait les bureaux de poste et de télégraphe; en 1919-1920 le Théâtre communiste ukrainien nommé d'après T.G. Shevchenko. Pendant la NEP, depuis 1921, le théâtre « Comédie libre » (dirigé par N. V. Petrov ) et le théâtre cabaret nocturne « Balaganchik » (tiré du nom de la pièce du même nom en 1906 d'Alexander Blok). Le programme du cabaret commençait après la fin de la représentation dans la « Comédie libre » et durait jusqu'à deux heures du matin dans une salle attenante de 120 places, décorée en restaurant. Des programmes populaires avaient lieu périodiquement dans la salle de théâtre. Le répertoire changeant quotidiennement du cabaret était dominé par des sketchs et des parodies sur des thèmes d'actualité. L'animateur des soirées était S. Timochenko.
En 1926, la première école culinaire d'URSS a été organisée dans le café "Ampir", alors fermé, dirigé par l'ex-chef du restaurant Villa Rode. Dans les années 1950 - 1960, dans la partie du bâtiment qui donne sur la rue Sadovaïa, il y avait le restaurant Severny, du début des années 1970 - le restaurant Bakou, du début des années 1990 à 2002 - puis le restaurant Shanghai...
Pendant de nombreuses décennies, un cinéma et un club fonctionnèrent dans la maison, qui changea à plusieurs reprises de nom : à partir de fin 1924 - le cinéma "Capitol" (dans la salle de la défunte "Comédie Libre"), à partir de 1929 - KRAM (Cinéma des jeunes actifs), avec le début des années 1970 - "Jeunesse", fermé en 2008 (en raison de la dette financière, a résilié unilatéralement le contrat de location).
Au milieu des années 1930, sur la base du KRAM, par décision du Comité régional de Léningrad du Komsomol, « le premier concert de jeunes jazz fut créé ». Dans la seconde moitié des années 1980, des expositions de jeunes artistes d'avant-garde ont eu lieu dans le hall du cinéma Molodyozhny.
En 1992, le bureau de change de Saint-Pétersbourg fonctionnait dans l'aile de la maison faisant face à la rue italienne.

### XXIesiècle
Contrairement à l'extérieur de la maison, qui n'a pratiquement pas changé depuis deux siècles, la décoration de ses intérieurs a subi de nombreux remaniements. En 2004, un incendie se déclare dans le bâtiment.
Actuellement, le premier étage est occupé par des restaurants et des bars.
En 2008, le bâtiment a été transféré à City Stroy-Invest LLC, qui a prévu de procéder à la reconstruction (achèvement prévu 2011). En 2012, la reconstruction s'est poursuivie. Les propriétaires ont prévu d'augmenter la superficie du bâtiment de 1 400 mètres carrés (qui atteindra à terme 5 100 mètres carrés) en ajoutant un grenier, en rééquipant les cours-puits en atriums et en créant des mezzanines supplémentaires dans les locaux des anciennes salles de cinéma.
À l'été 2017, le propriétaire de l'immeuble City Stroy-invest s'est vu imposer une amende de 200 000 roubles pour non-respect d'une obligation de sécurité - installation illégale de panneaux et de plaques d'information, remplacement des fenêtres en bois par des fenêtres en plastique, etc..